# Providence Stadium
Het Providence Stadium is een sportstadion in Providence, Guyana.
Het stadion werd voltooid in maart 2007 en kan 20.000 toeschouwers herbergen. Het is daarmee het grootste van Guyana. Het staat een paar kilometer ten zuiden van de hoofdstad van Guyana, Georgetown.
Het stadion is voor het Wereldkampioenschap cricket 2007 gebouwd, maar het stadion kan ook voor andere doeleinden worden gebruikt. In dit stadion werden zes wedstrijden gespeeld in de Super-8 van het wereldkampioenschap.
De kosten van dit stadion waren ongeveer 25 miljoen dollar. Het stadion is voor een groot deel betaald door de overheid van India.